# Зданович, Геннадий Борисович
Генна́дий Бори́сович Здано́вич (4 октября 1938, Махачкала — 19 ноября 2020, Челябинск) — советский и российский археолог, доктор исторических наук, заместитель директора по науке Челябинского государственного историко-культурного заповедника «Аркаим», профессор кафедры истории России и зарубежных стран Челябинского государственного университета, создатель челябинской археологической школы.
Один из исследователей археологического комплекса Аркаим. Автор термина «Страна городов», под которой он понимает протогородскую культуру Южного Урала эпохи бронзы.

## Биография
Родился в 1938 году в городе Махачкала Дагестанской АССР.
В 1966 году окончил исторический факультет Уральского госуниверситета в Свердловске (сейчас Екатеринбург) по специальности «археология». До 1972 года работал преподавателем в Петропавловском пединституте. В 1972—1976 годах — старший преподаватель в Карагандинском университете.
С 1967 года — руководитель Северо-Казахстанской, затем Урало-Казахстанской археологической экспедиции.
В 1976 году защитил кандидатскую диссертацию «Периодизация и хронология памятников эпохи бронзы Петропавловского Приишимья». С того же года — доцент, позднее заведующий кафедрой археологии, этнографии и социоестественной истории Челябинского государственного университета.
В 2002 году защитил докторскую диссертацию в форме научного доклада по теме: «Урало-Казахстанские степи в эпоху средней бронзы».

## Научная деятельность
Зданович, руководивший раскопками Синташтинского комплекса с начала 1980-х годов, впервые выявил оборонительные сооружения, круговую планировку и особенности архитектуры поселения.
Геолог И. М. Батанина предоставила аэрофотоснимки аркаимской долины с явно читающимся неизвестным объектом. Зданович и его коллеги определили обнаруженный памятник как укреплённое поселение. Позже, когда начались раскопки и были вскрыты фундаменты оборонительных стен, рвы, улица и др., поселение было определено, как ранний город, или «квазигород». После открытия поселения Аркаим в 1987 году занимался исследованиями и культурно-просветительской деятельностью. С начала 1990-х годов занимался проблемами адаптации археологического знания в современной культурной среде, через создание на территории заповедника современного музейного комплекса «Музей природы и человека» и «Музей под открытым небом». Рассматривал Аркаим как уникальный протогородской центр степей Евразии.
Зданович начал деятельность по спасению Аркаима от затопления и организовал группу по его исследованиям, куда входили С. А. Григорьев, А. И. Гутков, А. В. Епимахов, Н. О. Иванова, А. М. Кисленко, Н. М. Меньшенин, Т. С. Малютина, В. С. Мосин, Н. С. Татаринцева и М. К. Хабдулина. В это же время Здановичем были организованы работы по поиску новых памятников, подобных Аркаиму.
В 1991 году по инициативе Здановича был создан Экспериментальный музей-заповедник Аркаим, как филиал Ильменского государственного заповедника, в 1994 году — Специализированный природно-ландшафтный и историко-археологический центр «Аркаим». В 2007 году реорганизован в историко-культурный заповедник областного значения «Аркаим» (Заповедник «Аркаим»), с 1994 по 2008 годы — директор, затем — генеральный директор Специализированного природно-ландшафтного и историко-археологического центра «Аркаим», затем Заповедника «Аркаим».
В 2007 году вышла монография Здановича и И. М. Батаниной «Аркаим — „страна городов“. Пространство и образы». В течение последних 15 лет развитие аркаимско-синташтинской проблематики осуществлялось также за счёт монографических работ Н. Б. Виноградова, Д. Г. Здановича и А. В. Епимахова.
В течение ряда лет Зданович занимался научными исследованиями укреплённого поселения Аркаим и участвовал в исследовании укреплённых поселений Аландское, Куйсак, Берсуат. При исследовании этой группы памятников был впервые применен целый комплекс естественно-научных методов (дешифровка аэрофотоснимков, геофизические исследования, минералогические, геоморфологические, почвоведческие и др.).
Член редакции серии «История» Вестника Челябинского государственного университета.
В 2016 году Зданович планировал вернуться к раскопкам комплекса погребений эпохи бронзы «Синташта IV», принадлежащего археологической культуре «Страны городов» (Аркаимско-Синташтинского типа).

## Оценки деятельности
Ряд учёных подвергли Здановича критике за пропагандистскую деятельность, несовместимую с научной этикой. Критиковался иереями и иерархами Челябинской епархии Русской православной церкви за деятельность по поддержке современных сект и неоязыческих движений.
По мнению ряда учёных, идеи Здановича оказали влияние на популярность Аркаима в среде эзотериков и неоязычников, а также способствовали развитию псевдоисторических представлений об Аркаиме в журналистике. Зданович писал о связи Аркаима со свастикой, сложными космологическими идеями и др. В ноябре 2004 года в Москве в выступлении на конференции по «авестийской астрологии» он предложил сделать Аркаим «национальной идеей России». Когда в мае 2005 года Аркаим посетил президент России В. В. Путин, Зданович сообщил ему, что жившие в поселении арии высоко ценили свободу и уже построили гражданское общество. 3 июня 2005 года в своём выступлении на заседании в Институте археологии РАН, посвящённом обсуждению программы научных исследований на Южном Урале, Зданович заключил свою речь словами, что Аркаим мог бы стать «национальной идеей России». В 2008 году Зданович принял участие в снятом сатириком Михаилом Задорновым и неоязыческим писателем Сергеем Алексеевым псевдоисторическом фильме «Аркаим. Стоящий у солнца», где говорил о величии Аркаима. В выступлении в телепередаче «Гордон-Кихот», вышедшей в эфир 3 апреля 2009 года, он называл ариев одновременно и «восточным крылом индоевропейского мира» и «ядром индоевропейского, праиндоевропейского мира» в целом. Он говорил об идее величия Аркаима, имеющей, по его мнению, огромное идеологическое и символическое значение для современной России.
Критику связи Аркаима и «арийской» идеи Зданович называл «отрабатыванием американских грантов».

## Публикации
Автор 5 монографий, более 150 статей, 13 сборников различных трудов под его редакцией.
- Керамика эпохи бронзы Северо-Казахстанской области // Вопросы археологии Урала. — Свердловск, 1973. — Вып. 12. — С. 21—43.
- К вопросу о происхождении культур развитой бронзы Северного Казахстана // Сборник научных трудов по гуманитарным наукам. — Караганда, 1974. - С. 296—301.
- Петровские (раннеалакульские) комплексы Северного Казахстана // Проблемы археологии Поволжья и Приуралья. — Куйбышев, 1976. — С. 95—96 (совм. с М. К. Хабдулиной).
- Могильник эпохи бронзы у с. Петровка // Советская археология. — М., 1980. — № 3. — С. 183—193 (совм. с С. Я. Зданович).
- Каменная скульптура эпохи бронзы из Притоболья // Советская археология. — М., 1981. — № 3. — С. 258—261 (совм. с А. А. Плешаковым).
- Основные характеристики петровских комплексов Урало-Казахстанских степей (к вопросу о выделении петровской культуры) // Бронзовый век степной полосы Урало-Иртышского междуречья. — Челябинск, 1983. — С. 48—68.
- Опыт использования в археологии палеопочвенных методов исследования (курганы Кара-Оба и Обалы в Северном Казахстане) // Советская археология. — М., 1984. — № 4. — С. 35—48. (совм. с И. В. Ивановым, М. К. Хабдулиной).
- Относительная хронология памятников бронзового века Урало-Казахстанских степей // Бронзовый век Урало- Иртышского междуречья. — Челябинск, 1984. — С. 3—23.
- Ландшафтно-климатические колебания голоцена и вопросы культурно-исторической ситуации в северном Казахстане // Бронзовый век Урало-Иртышского междуречья. — Челябинск, 1984. — С. 136—158 (совм. с М. К. Хабдулиной).
- Синташта — перекресток истории // Рифей. Уральский краеведческий сборник. — Челябинск, 1987. — С. 148—159.
- Переходные эпохи в археологии: аспекты исследования (на материалах СКАЭ-УКАЗ) // Проблемы археологии Урало-Казахстанских степей. — Челябинск, 1988. — С. 3—19. (совм. с В. К. Щребером).
- Бронзовый век Урало-Казахстанских степей: Основы периодизации. — Свердловск, 1988.
- За тысячу лет до Трои // Вокруг света. — 1989. — № 3.
- Феномен протоцивилизации бронзового века Урало-Казахстанских степей. Культурная и социальная обусловленность // Взаимодействие кочевых культур и древних цивилизаций. — Алма-Ата, 1989. — С. 179—189.
- Аркаим: арии на Урале. Гипотеза или установленный факт? // Фантастика и наука. Международный ежегодник. — М., 1992. — Вып. 25. — С. 256—271.
- Синташта: археологические памятники арийских племен Урало-Казахстанских степей.: В 2 ч. — Ч. 1. Ч., 1992. (соавт. В. Ф. Генинг, В. В. Генинг).
- Аркаим. Арии на Урале или несостоявшаяся цивилизация // Аркаим: Исследования. Поиски. Открытия. — Челябинск, 1995. — С. 21—42.
- «Страна городов» — укрепленные поселения эпохи бронзы XVII—XVI вв. до н. э. на Южном Урале // Аркаим: Исследования. Поиски. Открытия. — Челябинск, 1995. — С. 54—62. (совм. с И. М. Батаниной).
- Протогородская цивилизация «Страны городов» Южного Зауралья (опыт моделирующего отношения к древности) // Культуры древних народов степной Евразии и феномен протогородской цивилизации Южного Урала. Материалы 3-й Международной конференции «Россия и Восток: проблемы взаимодействия». — Челябинск, 1995. — ЧУ. — Кн. 1. — С. 48—62. (совм. с Д. Г. Зданович).
- Медный рудник бронзового века «Воровская яма» (Южный Урал) // Культуры древних народов степной Евразии и феномен протогородской цивилизации Южного Урала. Материалы 3-й Международной конференции «Россия и Восток: проблемы взаимодействия». — Челябинск, 1995. — ЧУ. — Кн. 1. — С. 157—162. (совм. с В. В. Зайковым, А. М. Юминовым).
- Аркаим: Исследования. Поиски. Открытия: Труды заповедника «Аркаим» / Под ред. Г. Б. Здановича. — Челябинск, 1995.
- Аркаим // Башкортостан: Краткая энциклопедия / Под ред. Р. З. Шакурова. — Уфа: Научное издательство «Башкирская энциклопедия», 1996. — С. 124. — 672 с. — ISBN 5-88185-001-7. (недоступная ссылка)
- Аркаим — культурный комплекс эпохи средней бронзы Южного Зауралья // Российская археология. — 1997. — № 2. — С. 47—62.
- Синташтинское общество: социальные основы «квазигородской» культуры Южного Зауралья эпохи средней бронзы. — Челябинск: Специализированный природно-ландшафтный и историко-археологический центр «Аркаим», 1997.
- Arkaim archaeological park: a cultural-ecological reserve in Russia // The Constructed Past. Experimental archaeology, education and the public. London; New-York, 1999. — P. 283—291.
- «Воровская яма» — новый рудник бронзового века на Южном Урале // Археологический источник и моделирование древних технологий. — Челябинск, 2000. — С. 112—129. (совм. с В. В. Зайковым, А. М. Юминовым).
- «Страна городов» // Родина. — 2001. — № 11.
- Урало-казахстанские степи в эпоху средней бронзы: Автореф. дисс. докт. ист. наук. — Челябинск, 2002.
- Зданович, Г. Б., Батанина И. М. Аркаим — Страна городов: пространство и образы (Аркаим: горизонты исследований). — Челябинск: Крокус; Южно-Уральское кн. изд-во, 2007. — 260 с.: ил.